# 安妮·吕利耶
安妮·吕利耶（法語：Anne L'Huillier，1958年8月16日—），法国物理学家，瑞典隆德大学原子物理学教授。安妮率领着一个原秒物理学研究团队，专门研究电子的实时运动，以此来理解原子层面的化学反应。2003年，她的研究团队创下了激光脉冲的最短纪录，为170原秒。2023年，安妮与皮埃尔·阿戈斯蒂尼和费伦茨·克劳斯共同夺得诺贝尔物理学奖，也是繼安德烈婭·蓋茲後第五位獲得該獎項的女性得主。

## 经历
1958年生于法国巴黎。安妮·吕利耶最初在丰特奈高等师范学院（École normale supérieure de Fontenay-aux-Roses 现 里昂高等师范学院）取得理论物理学及数学的理学硕士学位，之后在法国原子能和替代能源委员会于巴黎-薩克雷大學设立的萨克雷核研究中心进行实验物理学博士研究，被索邦大学授予博士学位。其博士学位论文研究高强度激光场中的多重电离现象。随后安妮在瑞典哥德堡和美国加利福尼亚州洛杉矶展开博士后工作，1986年被聘为萨克雷核研究中心的永久员工。1992年，安妮来到隆德，在当地借助欧洲第一套用于飞秒脉冲的钛蓝宝石固态激光系统进行研究。1994年正式移居瑞典，1995年在隆德大学担任讲师，1997年升任教授。

## 荣誉奖项
安妮于2007年至2015年间担任诺贝尔物理学委员会委员，自2004年起担任瑞典皇家科学院院士，2018年担任美国国家科学院外籍院士，同时也是美國物理學會和光学学会的会士。此外还获得巴黎第六大学与耶拿大学荣誉博士学位。
- 2003年：朱利叶斯·施普林格（英语：Julius Springer）奖
- 2011年：欧莱雅-联合国教科文组织世界杰出女科学家成就奖
- 2013年：布莱兹·帕斯卡奖章
- 2013年：卡尔-蔡斯研究奖（德语：Carl-Zeiss Research Award）
- 2019年：歐洲物理學會量子电子和光学基础领域奖[10]
- 2021年：光学学会马克斯·玻恩奖[11]
- 2022年：沃爾夫物理學獎[12]
- 2022年：BBVA基金会知识前沿奖（英语：BBVA Foundation Frontiers of Knowledge Award）[13]
- 2023年：诺贝尔物理学奖[3]

## 部分论文
- Ferray, M; L'Huillier, A; Li, XF; Lompre, LA; Mainfray, G; Manus, C. . J. Phys. B: At. Mol. Opt. Phys. 1988, 21 (3): L31. Bibcode:1988JPhB...21L..31F. S2CID 250827054. doi:10.1088/0953-4075/21/3/001.